# Заземление
Заземление е български телевизионен игрален филм (новела, психологическа драма) от 1974 година по сценарий на Росица Маркова. Режисьор на филма е Йордан Джумалиев, а оператор Георги Ангелов. Музикалното оформление е на Дора Грашева, а художник е Богомил Булгар. 

## Актьорски състав
| В главните роли        | Изпълнител       |
| ---------------------- | ---------------- |
| Кирил, заварчик        | Йосиф Сърчаджиев |
| Ради                   | Антон Горчев     |
| Ирина, жената на Кирил | Виолета Гиндева  |
|                        | Михаил Парменов  |
|                        | Вълчо Камарашев  |
|                        | Иван Манов       |